# Aldo Bocchese
Aldo Bocchese (Milánó, 1894. december 23. – Firenze, 1976. március 19.) olasz katonai pilóta volt. Részt vett az első világháborúban, ahol 6 igazolt légi győzelmet, és főtörzsőrmesteri rangot szerzett magának. Szolgálataiért olasz Katonai Vitézségi Éremmel tüntették ki.

## Élete

### Fiatalkora
Bocchese 1894-ben született Milánóban.

### Katonai szolgálata
Bocchese a háború közepe felé léphetett be a hadseregbe, és 1917 végén végezhette a repülési képzést. Erre légi győzelmeinek számából lehet következtetni. A légierőben a Squadriglia 70-hez, azaz a 70. repülő osztaghoz osztották be. A legtöbb olasz pilótával ellentétben Bocchese-t nem osztották más századokba, így teljes szolgálati idejét ennél az egységnél töltötte. Első hár győzelmét 1918. április 17-én szerezte meg, egy kétüléses repülőgép és két felderítő ellenében. Ezek a győzelmek azonban megosztottak, amely azt jelenti, hogy nem csak Bocchese-nek hanem a másik személynek is felszámolják mint hivatalos légi győzelmet. Bocchese első 3 légi győzelmét Flaminio Avet-tel, Leopoldo Eleuteri-vel és Alessandro Resch-el osztotta meg. Következő légi győzelmét 1918. július 15-én szerezte meg,  Flaminio Avet-tel, és Leopoldo Eleuteri-vel megosztva. 5 légi győzelmét október 28-án szerezte meg, szintén Flaminio Avet-tel, és Leopoldo Eleuteri-vel megosztva. Utolsó légi győzelmének körülményeiről nincs adat.

### Légi győzelmei
| Sorszám | Dátum             | Egység | Ellenfél   | Megjegyzés                                                                 |
| ------- | ----------------- | ------ | ---------- | -------------------------------------------------------------------------- |
| 1       | 1918. április 17. | 70ª    | Kétüléses  | Flaminio Avet-tel, Leopoldo Eleuteri-vel és Alessandro Resch-el megosztva. |
| 2       | 1918. április 17. | 70ª    | Felderítő  | Flaminio Avet-tel, Leopoldo Eleuteri-vel és Alessandro Resch-el megosztva. |
| 3       | 1918. április 17. | 70ª    | Felderítő  | Flaminio Avet-tel, Leopoldo Eleuteri-vel és Alessandro Resch-el megosztva. |
| 4       | 1918. július 15.  | 70ª    | Ismeretlen | Flaminio Avet-tel, és Leopoldo Eleuteri-vel megosztva.                     |
| 5       | 1918. október 25. | 70ª    | Ismeretlen | Flaminio Avet-tel, és Leopoldo Eleuteri-vel megosztva.                     |
| 6       | ?                 | 70ª    | Ismeretlen | -                                                                          |